# 間部詮義
間部 詮義（まなべ あきよし）は、江戸時代後期の旗本。赤坂間部家当主・間部詮徴の子。旗本としての赤坂間部家最後の当主。幼少の身で家督を継ぐ。財政問題を契機に本家筋の鯖江藩主間部詮勝から介入を受け、赤坂間部家の家政全般を本家に掌握された。

## 生涯
安政2年（1855年）、間部詮徴の子として生まれる。安政3年（1856年）、詮徴が隠居し、詮義が事実上の後継者になった。詮義はまだ幼く、実務を行える身ではなかったため、本家の鯖江藩主間部詮勝から桜井権輔（直後に天野喜三郎に改名）が詮義の付人として派遣され、実権を握る。しかし、天野が来てから支出が増大して財政難が悪化、知行所の村々の不満が爆発し、万延元年（1860年）ごろより天野の罷免運動がおこる。文久元年（1861年）、鯖江藩の命令で天野は罷免され、代わって本所間部家の間部詮昌と親戚の長田兵庫が詮義の養育係に就いた。文久2年（1862年）7月、赤坂間部家の家政全般は鯖江藩が取り仕切ることになる。
明治2年（1869年）、詮義は新政府軍に恭順し、知行所を上知したと考えられる。明治13年（1880年）5月、死去。享年26。